# 경기도도당학생체육관
경기도도당학생체육관(京畿道陶唐學生體育館)은 각급학교의 체육교육 발전과 우수선수를 육성하기 위하여 경기도교육청 산하에 설치된 소속기관이다.